# Jean-Louis Colliot-Thélène
Pour les articles homonymes, voir Colliot et Thélène.
Jean-Louis Colliot-Thélène est un mathématicien français, né le 2 décembre 1947 à Quimper.

## Biographie
Ancien élève de l'École normale supérieure (promotion 1966 Sciences) et agrégé de mathématiques, il a été directeur de recherches à l'université Paris-Sud. Il s'est consacré principalement à l'étude de la théorie des nombres et de la géométrie algébrique.

## Récompenses
- Médaille Albert Châtelet (1980)
- Prix Freycinet de l'Académie des sciences (1985)
- Prix Fermat (1991)
- Grand prix Léonid-Frank de l'Académie des sciences (2009)
- Fellow of the American Mathematical Society (2012)[2]